# Peugeot Type 159
La Type 159 è un'autovettura di fascia media prodotta tra il 1919 ed il 1920 dalla casa automobilistica francese Peugeot.

## Profilo
La Type 159 fu un modello di transizione basato su progetti d'anteguerra e voluto per ridare l'avvio produttivo ad una Peugeot in serie difficoltà economiche causate dall'inflazione post-bellica galoppante e dalla necessità di riavviare la produzione automobilistica, anche se con evidenti difficoltà organizzative. Infatti, in seguito allo scoppio della prima guerra mondiale, molte aziende specializzate nel settore dei trasporti dovettero convertire la loro normale produzione in produzione di mezzi e attrezzature militari, con il risultato che al termine del conflitto erano molte le aziende che si trovavano in crisi per dover ritornare alla normale produzione. La Lion-Peugeot fu un marchio (specialmente dopo l'annessione nel potente impero della Société Anonyme des Automobiles et Cycles Peugeot) che dopo essersi cimentato nella produzione di autovetture che tra l'altro riscossero anche un buon successo commerciale, cessò la propria produzione nel corso del conflitto per fronte alle commesse belliche inoltrate dal governo francese.
Dopo la guerra, la Peugeot, che aveva relegato al marchio Lion Peugeot il compito di rappresentare le vetture di fascia bassa (l'antenata ideale della Type 159 era la Lion 10HP), ritornò quindi dopo diversi anni ad occuparsene direttamente e nel 1919 introdusse la Type 159, una vettura di dimensioni compatte (3.7 m di lunghezza per 1.45 di larghezza, con 2.64 m di interasse) pensata per tamponare le ferite che la guerra aveva lasciato alla Casa francese.
La Type 159 era equipaggiata con il motore MG, un 4 cilindri da 1452 cm³ (alesaggio e corsa: 68x100 mm) in grado di spingere la vettura ad una velocità massima di 55 km/h. In questo modo, grazie a questa vettura, la Peugeot poté risanare parte del suo bilancio, anche se solo in parte, dal momento che la Type 159 fu prodotta in 502 esemplari, un numero abbastanza esiguo anche per l'epoca, ma che in ogni caso servì alla Casa francese riuscì a risollevarsi: già nella seconda metà del 1919 venne ultimata la Type 163, destinata l'anno seguente a sostituire la Type 159.